# Album al numero uno nella Billboard 200 nel 1986

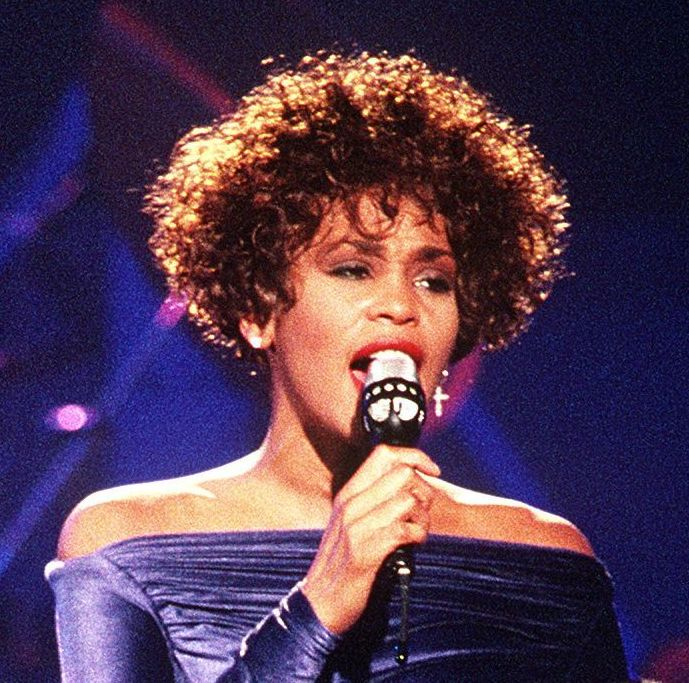
Whitney Houston, omonimo album di debutto della cantante Whitney Houston, è rimasto in vetta alla Billboard 200 per 14 settimane, diventando anche l'album più venduto negli Stati Uniti del 1986.

Di seguito è proposta la lista degli album al numero uno nella Billboard 200 nel 1986. La Billboard 200, pubblicata settimanalmente dalla rivista Billboard, considera gli album e gli EP più venduti negli Stati Uniti. Prima che la Nielsen SoundScan iniziasse il tracciamento delle vendite nel 1991, Billboard stimava le vendite degli album chiedendo a campione i dati ai vari negozi della nazione, raccolti tramite telefono, fax o messaggio. I dati raccolti nei vari negozi si basavano principalmente sulla popolarità degli album e non sulle vendite effettive.

## Billboard 200
| † | Indica l'album con le migliori prestazioni del 1986 |

| Data         | Album                     | Artista                               | Tot. sett. #1 | Fonti         |
| ------------ | ------------------------- | ------------------------------------- | ------------- | ------------- |
| 4 gennaio    | Miami Vice                | Artisti vari                          | 11            | [ 4 ]         |
| 11 gennaio   | Miami Vice                | Artisti vari                          | 11            | [ 5 ]         |
| 18 gennaio   | Miami Vice                | Artisti vari                          | 11            | [ 6 ]         |
| 25 gennaio   | The Broadway Album        | Barbra Streisand                      | 3             | [ 7 ]         |
| 1º febbraio  | The Broadway Album        | Barbra Streisand                      | 3             | [ 8 ]         |
| 8 febbraio   | The Broadway Album        | Barbra Streisand                      | 3             | [ 9 ]         |
| 15 febbraio  | Promise                   | Sade                                  | 2             | [ 10 ]        |
| 22 febbraio  | Promise                   | Sade                                  | 2             | [ 11 ]        |
| 1º marzo     | Welcome to the Real World | Mr. Mister                            | 1             | [ 12 ]        |
| 8 marzo      | Whitney Houston †         | Whitney Houston                       | 14            | [ 13 ]        |
| 15 marzo     | Whitney Houston †         | Whitney Houston                       | 14            | [ 14 ]        |
| 22 marzo     | Whitney Houston †         | Whitney Houston                       | 14            | [ 15 ]        |
| 29 marzo     | Whitney Houston †         | Whitney Houston                       | 14            | [ 16 ]        |
| 5 aprile     | Whitney Houston †         | Whitney Houston                       | 14            | [ 17 ]        |
| 12 aprile    | Whitney Houston †         | Whitney Houston                       | 14            | [ 18 ]        |
| 19 aprile    | Whitney Houston †         | Whitney Houston                       | 14            | [ 19 ]        |
| 26 aprile    | 5150                      | Van Halen                             | 3             | [ 20 ]        |
| 3 maggio     | 5150                      | Van Halen                             | 3             | [ 21 ]        |
| 10 maggio    | 5150                      | Van Halen                             | 3             | [ 22 ]        |
| 17 maggio    | Whitney Houston †         | Whitney Houston                       | 14            | [ 23 ]        |
| 24 maggio    | Whitney Houston †         | Whitney Houston                       | 14            | [ 24 ]        |
| 31 maggio    | Whitney Houston †         | Whitney Houston                       | 14            | [ 25 ]        |
| 7 giugno     | Whitney Houston †         | Whitney Houston                       | 14            | [ 26 ]        |
| 14 giugno    | Whitney Houston †         | Whitney Houston                       | 14            | [ 27 ]        |
| 21 giugno    | Whitney Houston †         | Whitney Houston                       | 14            | [ 28 ]        |
| 28 giugno    | Whitney Houston †         | Whitney Houston                       | 14            | [ 29 ]        |
| 5 luglio     | Control                   | Janet Jackson                         | 2             | [ 30 ]        |
| 12 luglio    | Control                   | Janet Jackson                         | 2             | [ 31 ]        |
| 19 luglio    | Winner in You             | Patti LaBelle                         | 1             | [ 32 ]        |
| 26 luglio    | Top Gun                   | Artisti vari                          | 5             | [ 33 ] [ 34 ] |
| 2 agosto     | Top Gun                   | Artisti vari                          | 5             | [ 33 ] [ 34 ] |
| 9 agosto     | Top Gun                   | Artisti vari                          | 5             | [ 35 ]        |
| 16 agosto    | True Blue                 | Madonna                               | 5             | [ 36 ]        |
| 23 agosto    | True Blue                 | Madonna                               | 5             | [ 37 ]        |
| 30 agosto    | True Blue                 | Madonna                               | 5             | [ 38 ]        |
| 6 settembre  | True Blue                 | Madonna                               | 5             | [ 39 ]        |
| 13 settembre | True Blue                 | Madonna                               | 5             | [ 40 ]        |
| 20 settembre | Top Gun                   | Artisti vari                          | 5             | [ 41 ]        |
| 27 settembre | Dancing on the Ceiling    | Lionel Richie                         | 2             | [ 42 ]        |
| 4 ottobre    | Dancing on the Ceiling    | Lionel Richie                         | 2             | [ 43 ]        |
| 11 ottobre   | Top Gun                   | Artisti vari                          | 5             | [ 44 ]        |
| 18 ottobre   | Fore!                     | Huey Lewis and the News               | 1             | [ 45 ]        |
| 25 ottobre   | Slippery When Wet         | Bon Jovi                              | 1             | [ 46 ]        |
| 1º novembre  | Third Stage               | Boston                                | 4             | [ 47 ]        |
| 8 novembre   | Third Stage               | Boston                                | 4             | [ 48 ]        |
| 15 novembre  | Third Stage               | Boston                                | 4             | [ 49 ]        |
| 22 novembre  | Third Stage               | Boston                                | 4             | [ 50 ]        |
| 29 novembre  | Live/1975–85              | Bruce Springsteen & The E Street Band | 7             | [ 51 ]        |
| 6 dicembre   | Live/1975–85              | Bruce Springsteen & The E Street Band | 7             | [ 52 ]        |
| 13 dicembre  | Live/1975–85              | Bruce Springsteen & The E Street Band | 7             | [ 53 ]        |
| 20 dicembre  | Live/1975–85              | Bruce Springsteen & The E Street Band | 7             | [ 54 ]        |
| 17 dicembre  | Live/1975–85              | Bruce Springsteen & The E Street Band | 7             | [ 55 ]        |

Note:
1. ↑  Ha raggiunto il numero uno anche nel 1985
2. ↑  Ha raggiunto il numero uno anche nel 1987